# Josef Strauss
Josef Strauss (ur. 20 sierpnia 1827 w Wiedniu, zm. 22 lipca 1870 tamże) – austriacki kompozytor, dyrygent, inżynier.

## Życiorys
Urodził się w Mariahilf w Wiedniu jako szóste dziecko znanego kompozytora Johanna Straussa i Marii Anny z d. Streim. Był bratem Johanna Straussa (syna) i Edwarda Straussa. Po ukończeniu studiów w Cesarsko-Królewskim Instytucie Politechnicznym pracował jako inżynier i projektant – skonstruował m.in. maszynę do sprzątania ulic, której następnie używano w Wiedniu. Był bardzo wszechstronnie utalentowany – oprócz bycia zdolnym inżynierem był także malarzem (pobierał nauki na Akademii Sztuk Pięknych w Wiedniu), poetą, dramaturgiem (autor m.in. dramatu Rober), pianistą-wirtuozem, śpiewakiem oraz kompozytorem.
Kiedy jego brat Johann poważnie zachorował w 1853 roku, początkowo niechętny Josef zgodził się go tymczasowo zastąpić. Jego debiut miał miejsce w sali tanecznej Sperl 23 lipca 1853 roku, kiedy spisał się jako dyrygent (w przeciwieństwie do brata, zwolennika dyrygowania smyczkiem, wolał on używać batuty). Podczas tego zastępstwa, Josef napisał utwór na festiwal, który odbył się na wiedeńskim przedmieściu Hernals (obecnie jest to siedemnasta dzielnica Wiednia) w dniu 29 sierpnia 1853 roku, któremu nadał tytuł Die Ersten und Letzten (Pierwszy i ostatni). Walc ten, będący jego pierwszym opusem był tak udany, że został powtórzony aż 6 razy i został doceniony przez krytykę. Po powrocie Johanna do Wiednia w połowie września 1853 roku, rozpoczął naukę na skrzypcach u Franza Amona, nauczyciela swojego brata, a następnie studiował kompozycję u Franza Dolleschalla. Ponownie kierował orkiestrą od czerwca 1854 roku, kiedy to Johann wyjechał na dalsze leczenie w Bad Gastein. Walc napisany w tym okresie, Die Ersten nach den Letzten op. 12 (Pierwszy po ostatnim), był również bardzo udany. Tytuł wskazywał na pełne poświęcenie się muzyce, zamiast inżynierii i wojsku, do którego miał wstąpić zgodnie z wolą ojca. Wkrótce u Josefa pojawiły się bardzo uciążliwe bóle głowy – objawy najprawdopodobniej wrodzonego uszkodzenia mózgu, które miały przyspieszyć jego śmierć. Johann następnie chciał ograniczyć w związku z tym jego obowiązki w rodzinnej orkiestrze, lecz Josef był nieustępliwy i aż do debiutu najmłodszego z braci – Eduarda jako dyrygenta muzyki balowej w 1861 roku to właśnie Johann i Josef wspólnie kierowali straussowską orkiestrą.
8 czerwca 1857 roku Josef Strauss zawarł związek małżeński z Caroline Pruckmayer w kościele pw. Johanna Nepomuka na Praterstrasse. 27 marca 1858 r. przyszła na świat ich córka Karoline Anna.
Od 1862 roku wszyscy trzej bracia brali udział w zarządzaniu orkiestrą, aż do następnego roku, kiedy Johann został mianowany na stanowisko Cesarsko-Królewskiego Hofballmusikdirektora i w związku z tym ograniczył swoją dyrygencką działalność. Obaj bracia Josef i Johann dzielili się dyrygenturą w Pawłowsku w sezonie 1869, tworząc tam wspólnie sławną Pizzicato-Polkę. 17 kwietnia 1870 r. Josef dał koncert w Wiedniu, po czym udał się na dalsze koncerty do Warszawy. 1 czerwca stracił on przytomność podczas dyrygowania jego nieopublikowanego muzycznego potpourri Musikalisches Feuilleton, po czym upadł uderzając głową o podium. Został przewieziony do Wiednia 17 lipca, gdzie zmarł pięć dni później. Jego żona Caroline odmówiła sekcji zwłok.
Rodzina oraz bliscy przyjaciele nazywali go zdrobniale ‘Pepi’. Brat Johann powiedział kiedyś o nim: „Pepi jest bardziej utalentowany z naszej dwójki; Ja jestem jedynie bardziej popularny...”.

## Twórczość
Josef Strauss skomponował ponad 300 utworów, w tym 283 z numerem opus. Ponadto pozostawił po sobie ponad 500 nieopublikowanych aranżacji muzyki innych kompozytorów m.in. Liszta, Mendelssohna czy Wagnera. Napisał wiele walców, wliczając w to: sławny Sphären-Klänge (Muzyka Sfer), Delirien (Deliria), Transaktionen (Transakcje), Mein Lebenslauf ist Lieb’ und Lust (Mój życiorys to miłość i zabawa), oraz Dorfschwalben aus Österreich (Wiejskie jaskółki z Austrii). Komponował także kadryle, marsze oraz polki, w tym najbardziej znaną z jego dorobku, czyli polkę Pizzicato razem ze swym bratem Johannem, polki-mazurki jak m.in. sławna Die Libelle (Ważka) op. 204 oraz dziesiątki szybkich polek (polka-schnell).

## Ważniejsze kompozycje
- Die Ersten und Letzten (‘Pierwszy i Ostatni’) walc op. 1 (1853)
- Die Ersten nach den Letzten (‘Pierwszy po ostatnim’) walc op. 12 (1854)
- Die Guten, Alten Zeiten (‘Stare dobre czasy’) walc op. 26 (1856)
- Mai-Rosen (‘Majowe róże’) walc op. 34 (1857)
- Perlen der Liebe (‘Perły miłości’) walc koncertowy op. 39 (1857) – skomponowany jako prezent weselny dla jego żony Caroline
- Moulinet-Polka, polka francuska op. 57 (1858)
- Sympathie (‘Sympatia’) polka-mazurka op. 73 (1859)
- Lustschwärmer (‘Poszukiwacz przyjemności’) walc op. 91 (1860)
- Wiener Bonmots (‘Wiedeńskie Bon-moty’) walc op. 108 (1861)
- Winterlust (‘Zimowa przyjemność’) polka op. 121 (1862)
- Brennende Liebe (‘Płomienna miłość’) polka-mazurka op. 129 (1862)
- Auf Ferienreisen! ('Na wakacjach!') polka op. 133 (1863)
- Die Schwätzerin (‘Gaduła’) polka-mazurka op. 144 (1863)
- Wiener Couplets (‘Wiedeńskie Kuplety’) walc op. 150 (1863)
- Dorfschwalben aus Österreich ('Wiejskie jaskółki z Austrii’) walc op. 164 (1864)
- Frauenherz (‘Kobiece serce’) polka-mazurka op. 166 (1864)
- Sport-Polka op. 170 (1864)
- Dynamiden (Geheimne Anziehungskräfte) (‘Mistyczne moce magnetyzmu’) walc op. 173 (1865)
- Stiefmütterchen (‘Fiołki’) polka-mazurka op. 183 (1865)
- Transaktionen (‘Transakcje’) walc op. 184 (1865)
- Die Libelle (‘Ważka’) polka mazurka op. 204 (1866)
- Delirien (‘Deliria’) walc op. 212 (1867)
- Herbstrosen (‘Jesienna róża’) walc op. 232 (1867)
- Sphärenklänge (‘Muzyka sfer’) walc op. 235 (1868)
- Aquarellen (‘Akwarele’) walc op. 258 (1869)
- Eislauf (‘Jazda na łyżwach’) polka op. 261 (1869)
- Feuerfest! ('Fajerwerki!') polka francuska op. 269 (1869).
- Nilfluthen (‘Wody Nilu’) walc op. 275 (1870)
- Frauenwürde (‘Kobieca godność’) walc op. 277 (1870)
- Hesperusbahnen (‘Ścieżka Hesperusa’) walc op. 279 (1870)